# Фам Туън
Фам Туън (на виетнамски: Phạm Tuân; роден на 14 февруари 1947 в с. Куоктуан, Тхай Бин, Виетнам) е първият виетнамски космонавт.

## Биография
След завършване на средно училище през 1965 г. постъпва в редовете на Армията на Северен Виетнам. Отначало служи като техник във ВВС. През 1967 г. преминава летателна подготовка в СССР. Летял на изтребители МиГ-17 и МиГ-21 в състава на 921-ви изтребителен авиополк „Сао До“ („Червена звезда“).
През нощта на 27 декември 1972 г. в хода на „операция Linebacker II“ (т. нар. Роождественски бомбардировки) на Северен Виетнам от авиацията на САЩ Фам Туън, по официални виетнамски данни, сваля бомбардировач B-52. Това е единствената му въздушна победа и единствена победа на ВВС на Северен Виетнам над B-52 за цялото време на Виетнамската война. Американските източници не потвърждават този факт. Фам Туън е удостоен със званието Герой на Въоръжените сили на ДРВ (Виетнам).
През 1979 г. Фам Туън е избран за участие в съветската програма „Интеркосмос“. Получава подготовка и през юли 1980 г. участва в космическия полет на борда на космическите кораби „Союз 37“, „Союз 38“ и орбиталната станция „Салют-6“.
На 31 юли 1980 г. е удостоен със званието Герой на Съветския съюз. На 1 август е удостоен със званието Герой на Труда на Социалистическа Република Виетнам.
Днес генерал-лейтенант Фам Туън оглавява Главното управление на отбранителната промишленост на Министерството на отбраната, депутат е в Националното събрание.
През 2001 г. е удостоен с Международната премия „Петър Велики“.

### Семейство
Женен, има две деца.